# Ведя (Телеорман)
Ведя (рум. Vedea) — село у повіті Телеорман в Румунії. Адміністративний центр комуни Ведя.
Село розташоване на відстані 90 км на південний захід від Бухареста, 25 км на північний захід від Александрії, 103 км на схід від Крайови.

## Населення
За даними перепису населення 2002 року у селі проживали 695 осіб, усі — румуни. Усі жителі села рідною мовою назвали румунську.